# Albert Walzer
Albert Walzer (* 17. Mai 1902 in Ravensburg; † 16. März 1978 in Stuttgart) war ein deutscher Kunsthistoriker.
Nach dem Besuch des humanistischen Gymnasiums und einem abgebrochenen Theologiestudium studierte Walzer an der Münchener Universität Kunstgeschichte und Geschichte. Er wurde mit einer Arbeit über die Vorarlberger Plastik der Spätgotik promoviert. Von 1929 bis zu seinem Ruhestand im Jahre 1967 arbeitete er im Württembergischen Landesmuseum bzw. dessen Vorgängerinstitutionen. Ein Schwerpunkt der Tätigkeit Walzers lag in der Betreuung zahlreicher Heimatmuseen; 50 oder 60 von diesen habe er „ein Gesicht gegeben“. Sein Bruder war Rudolf Walzer, von 1932 bis 1945 nationalsozialistischer Oberbürgermeister von Ravensburg.

## Ehrungen
- 1964 Ehrenmitglied des Schwäbischen Heimatbundes[2]
- In Steinheim an der Murr, wo Walzer zusammen mit Karl Dietrich Adam an der Neugestaltung des 1968 eröffneten Urmensch-Museums mitwirkte,[3] ist der Albert-Walzer-Weg nach ihm benannt.

## Werke (Auswahl)
- Maskenformen der schwäbischen Fasnacht. In: Württemberg. Monatsschrift im Dienste von Volk und Heimat 8 (1936), S. 61–82
- Das Heimat- und Schubartmuseum in Aalen. In: Aquileja. Illustrierte Zeitschrift zur Pflege des Heimatgedankens im Gebiet der Ostalb. H. 2/3, 1960, S. 115–117
- Schwäbische Weihnachtskrippen aus der Barockzeit. Jan Thorbecke Verlag, Konstanz 1960.
- Liebeskutsche, Reitersmann, Nikolaus und Kinderbringer. Volkstümlicher Bilderschatz auf Gebäckmodeln, in der Graphik und Keramik. Thorbecke, Konstanz 1963
- Zur künstlerischen Kultur der Reichsstadt Ravensburg. In: Schwäbische Heimat 15 (1964), S. 67–85